# عين كريماس
عين كريسماس تشير إلى المرض الموسمي الغير مفهوم كليا والذي يتشف بتقرح القرنية والتي في الغالب لا تحدث إلا في منطقة معينة من أستراليا.

## آلية المرض
تشير الأدلة الظرفية إلى أن الخنافس من جنس Paederus وغيرها من الخنافس في جنس تطلق المواد الكيميائية، بما في ذلك البيدرين والذي يسبب آفات مؤلمة، ولكنها مؤقتة في العين عندما تطير الخنافس عن طريق الخطأ في عين الشخص. يمكن أيضا أن تسبب التهاب شديدفي الجلد أوما يسمى الشريط الجلدي.

## التشخيص
عين كريسماس تتميز بوجود تقرح غير منتظم في عين واحدة في القرنية مع حواف واضحة والتي تتصبغ بوضوح بصبغة الفلوريسين. في الحالات المبكرة تكون التقرحات في شكل قطع قبل أن تتزايد لتشمل 80% من سطح القرنية.

## العلاج
تستجيب عين كريسماس عادة إلى الاندوميتاسين الموضعي أو كيترولاك.

## الوبائية
تشير البحوث المبكرة أن الأفراد في جنوب غرب نيو ساوث ويلز وشمال شرق فيكتوريا خلال الصيف الفترة هم الأكثر تضررا من أي مكان آخر في أستراليا.
1. ↑  Howsam، Geoffrey (1 مايو 1995). "The Albury-Wodonga syndrome: A tale of two cities". Australian and New Zealand Journal of Ophthalmology. ج. 23 ع. 2: 135–138. DOI:10.1111/j.1442-9071.1995.tb00142.x. مؤرشف من الأصل في 2017-09-03 – عبر Wiley Online Library.
2. ↑  Walker، Thomas D. (1974). "A Seasonal Corneal Ulcer". Australian and New Zealand Journal of Ophthalmology. ج. 2 ع. 2: 64–67. DOI:10.1111/j.1442-9071.1974.tb00198.x.
3. ↑  Christmas Eye reports swell in 2015 | The Border Mail نسخة محفوظة 03 سبتمبر 2017 على موقع واي باك مشين.
4. ↑  Christmas Eye - ABC Goulburn Murray - Australian Broadcasting Corporation نسخة محفوظة 31 يناير 2017 على موقع واي باك مشين.
5. ↑  Christmas Eye 'as painful as childbirth' | The Border Mail نسخة محفوظة 03 سبتمبر 2017 على موقع واي باك مشين.
6. ↑  Seeing red at Christmas | Gippsland Times نسخة محفوظة 03 سبتمبر 2017 على موقع واي باك مشين.
7. ↑  Insects of South-Eastern Australia: An Ecological and Behavioural Guide - Roger Farrow - Google Books نسخة محفوظة 26 ديسمبر 2016 على موقع واي باك مشين.
8. ↑  Medical and Veterinary Entomology - Google Books نسخة محفوظة 26 ديسمبر 2016 على موقع واي باك مشين.
9. ↑  Paederus, Sensu Lato (Coleoptera: Staphylinidae): Natural History and Medical Importance1 | Journal of Medical Entomology | Oxford Academic نسخة محفوظة 26 ديسمبر 2016 على موقع واي باك مشين.
10. ↑   https://web.archive.org/web/20190304041841/http://ruralcriticalcare.asn.au/rcc2013/Pettina%20Hodgson.pdf. مؤرشف من الأصل (PDF) في 2019-03-04. {{استشهاد ويب}}: الوسيط |title= غير موجود أو فارغ (مساعدة)